# شو نينوا
شو نينوا هو ملك آشور من القرن 17 ق م، حسب قائمة ملوك آشور ذكرت أنه حكم لمدة 13 سنة، يعتقد بعض المؤرخين أن هذا الملك هو الذي بنى مدينة نينوى وهو أول من جعلها عاصمة لآشور.